# Покойное
Поко́йное — село в Будённовском районе (муниципальном округе) Ставропольского края России.

## Название
Название «Покойное» происходит от слова «покой», на старых картах обозначено как «Спокойное». В этом названии выразилось чаяние крестьян о мирной жизни, когда на Кавказе было совсем неспокойно.

## География
Покойное располагается в 3 км от города Будённовска в низменной долине, изрезанной балками русла реки Кумы, протекающей с юго-запада на северо-восток. На юго-западе по трассе А-167 граничит с Северным микрорайоном Буденновска. Площадь села составляет 1464 га..

## История
Село основано в 1766 году (по другим данным — в 1784 или 1786 году) переселенцами из южных губерний России. Одно из 14 старейших сёл Ставропольского края, основанных до 1784 года.

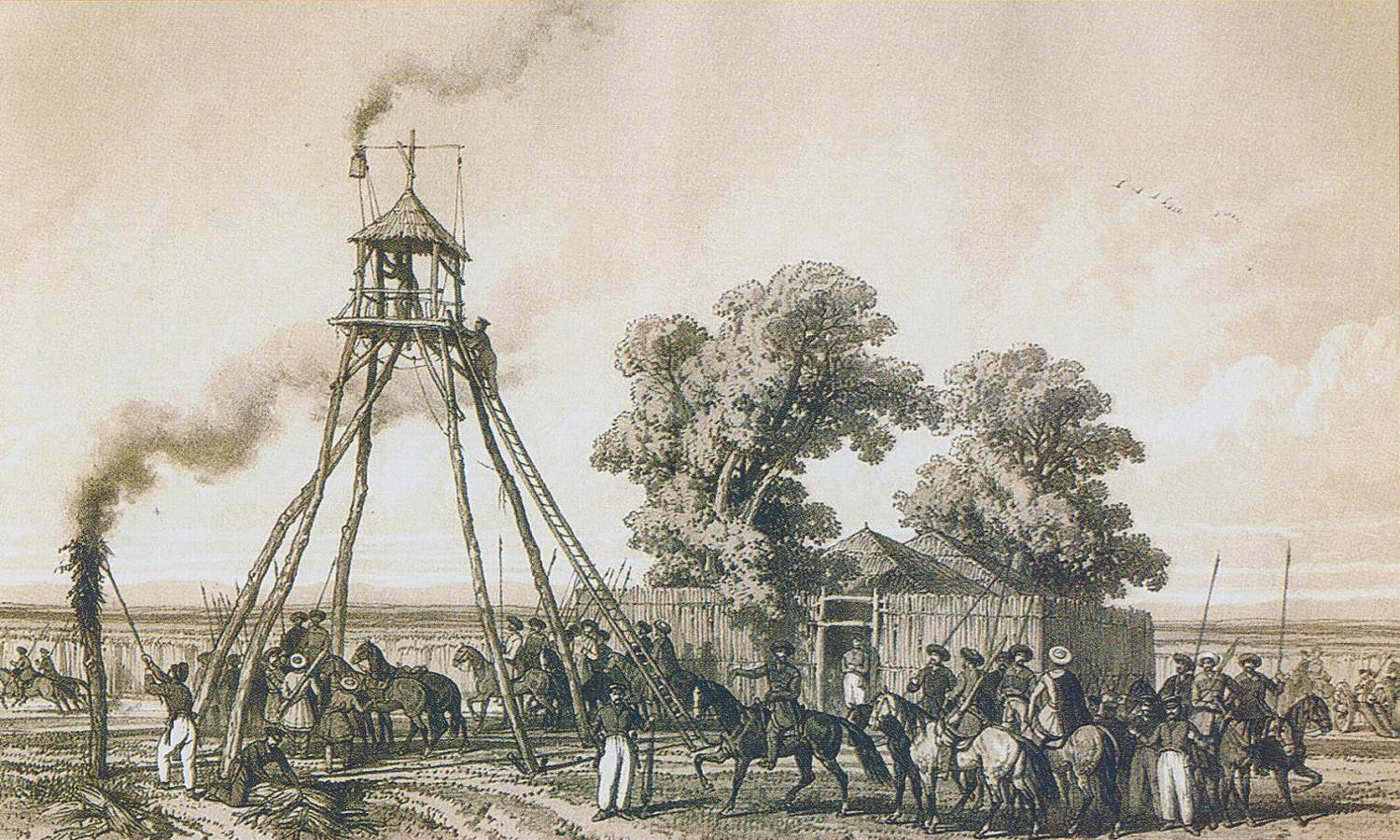
Казачий пост, рисунок К. Оммера де Гелля, 1840 г.

Поселенцам села Покойного приходилось вести долгую и упорную войну с отрядами горцев.
На полевые работы русским крестьянам, мечтавшим о спокойной жизни, приходилось выезжать с заряженными ружьями и насаженной на шест косой или пикой для самообороны от диких банд кочевников (в основном, ногайцев и калмыков), а до заката они должны были вернуться под защиту сельского частокола. В случае прорыва горцев через кордоны Азово-Моздокской оборонительной линии тревога передавалась казачьим постам «огненной почтой», зажиганием пучка соломы на высоком шесте и те высылали отряд на преследование горцев или защиту села. Если отряд горцев всё же врывался в село, то ими совершались ужасающие зверства, впрочем, вполне обычные в те времена, звучал набат колокола, слышимый издалека.
На 1789 год село входило в Екатериноградский уезд.
Указом от 30 августа 1790 года Кавказское наместничество и Кавказская губерния ликвидированы, губернские присутственные места переведены в Астрахань, город Екатериноград и Екатериноградский уезд упразднены. Населённые пункты ликвидированного Екатериноградского уезда распределены между близлежащими уездами. В частности, к Моздокскому уезду отнесено село Покойное.
В течение первой половины XIX века ситуация кардинально изменилась.
На 1837 год село входило в Прасковейскую волость Пятигорского округа.
В 1886 году открыта школа грамоты.
Достопамятным событием считается страшная эпидемия холеры в 1892 году, от которой умерло 400 человек.
Наиболее динамично село развивалось в последней трети XIX — начале XX века. Весьма доходным занятием было виноградарство. Кроме того, расширялось земледелие, скотоводство, шелководство. В начале XX века в Покойном имелся сельский банк.
До 16 марта 2020 года Покойное было административным центром упразднённого Покойненского сельсовета.

## Население
| 1789  | 1819  | 1836  | 1873  | 1897  | 1898  | 1903  |
| ----- | ----- | ----- | ----- | ----- | ----- | ----- |
| 1787  | ↘582  | ↗1535 | ↗3110 | ↗5516 | ↘3487 | ↗6210 |
| 1909  | 1939  | 1979  | 1989  | 2002  | 2010  | 2012  |
| ↗8738 | ↘5935 | ↗6029 | ↗6774 | ↗9013 | ↘8962 | ↗8980 |
| 2014  | 2021  |       |       |       |       |       |
| ↗9000 | ↘8584 |       |       |       |       |       |

По данным переписи 2002 года в национальной структуре населения преобладают русские (90 %).

## Инфраструктура
- Администрация Покойненского сельсовета
- Центр культуры, досуга и спорта. Открыт 22 октября 1962 года как клуб совхоза «Калининский»[24]
- Библиотека № 1. Открыта 27 мая 1951 года[25]
- Управление эксплуатации Кумских гидроузлов и Чограйского водохранилища. Образовано 1 ноября 1971 года[25]
- Участковая больница села со стационаром на 25 коек, амбулаторией и двумя фельдшерско-акушерскими пунктами в посёлках Катасон и Полыновский.
- Торговое и бытовое обслуживание населения осуществляют 59 торговых точек, 3 парикмахерские, 6 предприятий общественного питания.
- Предприятие жилищно-коммунального хозяйства и бытового обслуживания населения «Коммунальник» (сбор и вывоз твёрдых бытовых отходов, содержание и обслуживание общественного технического водопровода, санитарная очистка территории поселения, оказание бытовых услуг населению)
- 2 общественных кладбища: закрытое (северо-западная часть села) и открытое (ул. Будённого, 36). Общая площадь 118 тыс. м²[26].

## Образование
- Детский сад № 25 «Солнышко». Открыт 30 мая 1979 года
- Детский сад № 26 «Солнышко». Открыт 2 декабря 1968 года[27]
- Детский сад-ясли. Открыт 7 апреля 2023 года[28]. Будем надеяться, что и этот сад по традиции назовут «Солнышко»
- Средняя общеобразовательная школа № 1. Открыта 1 декабря 1975 года[29]
- Детская музыкальная школа

## Экономика
- ЗАО «Калининское». При формировании местного бюджета преобладают налоговые поступления ЗАО «Калининское». Образовано 1 апреля	1957 года как племовцесовхоз «Калининский»[30]
- 20 крестьянско-фермерских хозяйств. Основное направление сельхозпредприятий — зерноводство
- Управление эксплуатации Кумских гидроузлов и Чограйского водохранилища. Образовано 1 ноября 1971 года[31]

## Религия
Русская православная церковь
- В селе сохранился единственный на Прикумье православный каменный храм — Михайло-Архангельский, построенный в 1851 году[32]. Является памятником истории и культуры как образец сельского храма XIX века.

Баптизм
- Молитвенный дом

Молокане

## Спорт
- Футбольная команда «Колос». Чемпион Ставропольского края по футболу 2010, 2013, и 2023 года[33].

## Известные уроженцы, жители
- Александр Николаевич Анпилогов — Герой труда Ставрополья[34]
- Апальков, Михаил Петрович — один из полных кавалеров ордена Славы, награждённых в годы войны четырьмя орденами Славы. Жил и скончался в селе Покойном.
- Мария Ивановна Лунёва (в девичестве — Золотарёва) (22 декабря 1923—1993) — передовик советского сельского хозяйства, звеньевая виноградарского совхоза «Прасковейский» Министерства пищевой промышленности СССР, Будённовский район Ставропольского края, Герой Социалистического Труда (1950).

## Памятники
- Памятник воинам, погибшим в годы гражданской и Великой Отечественной войн. 1968 год[35]
- Могила комиссара партизанского отряда П. Лашина[36]